# Bernard Glais
Bernard Glais, né le 12 juillet 1938 à Naizin (Morbihan), est un coureur cycliste français.

## Biographie
D'origine bretonne, Bernard Glais a couru au VC Pontivy, à l'ASEP Alger ou au CC Lorient. Il a notamment remporté divers titres de champion de France ainsi que plusieurs courses bretonnes réputées comme le Tour du Morbihan, Rennes-Redon ou le Triomphe breton. Il a même obtenu un titre de champion d'Algérie en 1959, pendant son service militaire,. En outre, il a été sélectionné en équipe de France, notamment pour la Course de la Paix en 1964. Sa carrière se termine en 1970.
Dans les années 1990, une cyclosportive est créée pour lui rendre hommage autour de Naizin, sur ses terres natales. Désormais retraité, il vit à Caudan, où il est licencié dans le club cycliste de sa commune.

## Palmarès
- 1956
  - 3e du championnat de France universitaire
- 1957
  -  Champion de France universitaire
  -  Champion de Bretagne universitaire
- 1958
  - Tour du Morbihan
- 1959
  - Champion d'Algérie amateurs
  - 2e du Tour de l'Est Algérien
- 1960
  - Tour d’Alsace
  - 4e étape du Tour de l'Est Algérien
  - 2e du Tour de l'Est Algérien
  - 3e du championnat de France militaires
- 1961
  - 2e du championnat de Bretagne indépendants
- 1962
  -  Champion de Bretagne indépendants
  - 2e de Rennes-Basse-Indre
- 1963
  -  Champion de Bretagne indépendants
- 1964
  - Rennes-Redon
  - Triomphe breton
- 1965
  - 2e de Rennes-Redon
  - 2e du Triomphe breton
  - 2e du championnat de Bretagne du contre-la-montre par équipes